# Cerkiew św. Antoniego Pieczerskiego w Kuraszewie
Cerkiew pod wezwaniem św. Antoniego Pieczerskiego – prawosławna cerkiew parafialna w Kuraszewie. Należy do dekanatu Hajnówka diecezji warszawsko-bielskiej Polskiego Autokefalicznego Kościoła Prawosławnego.

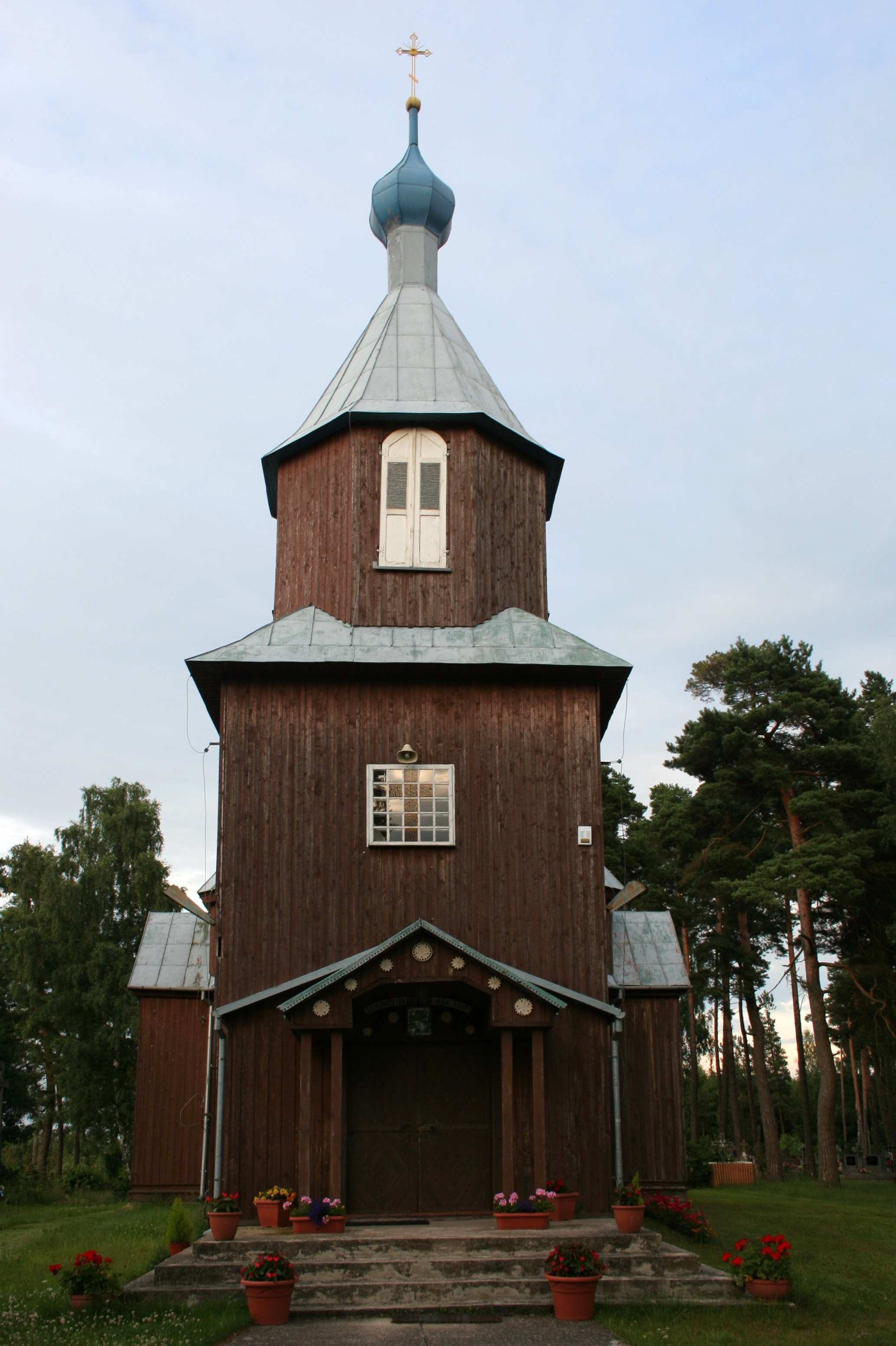
Cerkiew od frontu

Cerkiew została zaprojektowana przez majstrów Sylwestra Wasiluka i Łukasza Prokopiuka; wzniesiona pod ich kierunkiem w 1868. Rozbudowana w 1898 (w związku z utworzeniem rok wcześniej samodzielnej parafii w Kuraszewie) i po 1941 r., gdy dobudowano wieżę-dzwonnicę. Świątynia znajduje się na miejscowym cmentarzu prawosławnym. W latach 1925–1932 należała do Kościoła neounickiego, jednak na mocy wyroku sądowego została zwrócona parafii prawosławnej.
Budowla drewniana, o konstrukcji zrębowej, orientowana. Przy wejściu zadaszony ganek. Kruchta poprzedzona przedsionkiem. Nawa na planie ośmioboku. Prezbiterium na planie prostokąta z dwiema bocznymi zakrystiami. Nad kruchtą dwukondygnacyjna wieża-dzwonnica (u dołu czworoboczna, wyżej ośmioboczna), zwieńczona ostrosłupowym blaszanym hełmem z kopułką. Dachy cerkwi blaszane. Nad nawą ośmiospadowy dach zwieńczony wieżyczką z hełmem. Nad prezbiterium jednokalenicowy dach z krzyżem.
Cerkiew i cmentarz wpisano do rejestru zabytków 15 maja 1998 pod nr A-104.